# مریبث لینتزمایر
مریبث لینتزمایر (به انگلیسی: Marybeth Linzmeier) (زادهٔ ۲۴ ژوئیهٔ ۱۹۶۳) شناگر اهل ایالات متحده آمریکا است.